# Pibaoré (département)
Cet article concerne le département et la commune rurale. Pour le village chef-lieu, voir Pibaoré.
Pibaoré est un département et une commune rurale de la province du Sanmatenga, situé dans la région du Centre-Nord au Burkina Faso.

## Géographie

### Démographie
- En 2003, le département comptait 27 949 habitants estimés[2]
- En 2006, le département comptait 28 653 habitants recensés[3].
- En 2019, le département comptait 42 530 habitants recensés[1].

## Administration

### Mairie
| Période                                  | Période | Identité | Étiquette | Qualité |
| ---------------------------------------- | ------- | -------- | --------- | ------- |
|                                          |         |          |           |         |
| Les données manquantes sont à compléter. |         |          |           |         |

### Villages
Le département et la commune rurale de Pibaoré est administrativement composé de vingt-six villages, dont le village chef-lieu homonyme et trois autres villages qui étaient encore rattachés administrativement à un autre mais qui élisent depuis 2012 leurs propres conseillers au conseil municipal (données de population consolidées en 2012 issues du recensement général de 2006) :
- Bagadogo (1 208 habitants)
- Boalin (1 580 habitants)
- Foulba (1 418 habitants)
- Gandi (1 103 habitants)
- Kaogo (898 habitants)
- Kaonguin-Sanrgo (1 936 habitants sans Kaonguin)
  - Kaonguin (rattaché à Kaonguin-Sanrgo) (634 habitants)
- Lado-Peulh (156 habitants)
- Lahagui (1 046 habitants)
- Mastenga (734 habitants sans Bagbin)
  - Bagbin (rattaché à Mastenga) (392 habitants)
- Nabdogo (709 habitants)
- Nabi-Sanrgo (1 187 habitants)
- Niangré-Tansoba (2 353 habitants)
- Niniongo (281 habitants)
- Ouala (700 habitants)
- Oualogotenga (888 habitants)
- Ouédeguin (2 377 habitants)
- Péotenga (1 174 habitants)
- Pibaoré (1 234 habitants), chef-lieu
- Soussé-Sanrgo (317 habitants)
- Tanyoko-Mossi (2 119 habitants)
- Tanyoko-Peulh (945 habitants)
- Vowogdo (2 074 habitants sans Kankiongo)
  - Kankiongo (rattaché à Vowogdo) (489 habitants)
- Zoamba (701 habitants)

## Santé et éducation
Le département accueille quatre centres de santé et de promotion sociale (CSPS) à Pibaoré, Ouédeguin, Kaonguin-Sanrgo et Vowogdo tandis que le centre hospitalier régional (CHR) se trouve à Kaya.